# گورستان قدیمی بافت
قبرستان قدیمی بافت مربوط به دوره قاجار - دوره معاصر است و در شهرستان دهدشت، بخش مرکزی، بافت تاریخی واقع شده و این اثر در تاریخ ۱۸ شهریور ۱۳۸۷ با شمارهٔ ثبت ۲۳۲۳۴ به‌عنوان یکی از آثار ملی ایران به ثبت رسیده است.